# سينسيناتي (أوهايو)
سنسناتي هي أحد أكبر مدن ولاية أوهايو الأمريكية وتعتبر مركزا صناعيا وتجاريا كبيرا في الوسط الغربي للولايات المتحدة. و يوجد في المدينة ملعب بول براون التابع لفريق سينسيناتي بنغالز المنافس في دوري كرة القدم الأمريكية.

## التركيبة السكانية
قام مكتب تعداد الولايات المتحدة بتحديد بيانات التركيبة السكانية لسينسيناتي في تعداد الولايات المتحدة. في ما يلي، التركيبة السكانية حسب تعدادي 2000 و2010.

### تعداد عام 2000
بلغ عدد سكان سيمارون 1,934 نسمة بحسب تعداد عام 2000، وبلغ عدد الأسر 720 أسرة وعدد العائلات 526 عائلة مقيمة في المدينة. في حين سجلت الكثافة السكانية 2,119.9 نسمة لكل ميل مربع (818.5/كم2). وبلغ عدد الوحدات السكنية 749 وحدة بمتوسط كثافة قدره 821.0 نسمة لكل ميل مربع (317.0/كم2).
وتوزع التركيب العرقي للمدينة بنسبة 92.50% من البيض و 0.62% من الأمريكيين الأصليين و 0.16% من الأمريكيين ذوي الأصول الآسيوية و 0.10% من سكان جزر المحيط الهادئ و 0.41% من الأمريكيين الأفارقة و 1.34% من عرقين مختلطين أو أكثر.
بلغ عدد الأسر 720 أسرة كانت نسبة 39.6% منها لديها أطفال تحت سن الثامنة عشر تعيش معهم، وبلغت نسبة الأزواج القاطنين مع بعضهم البعض 60.7% من أصل المجموع الكلي للأسر، ونسبة 8.9% من الأسر كان لديها معيلات من الإناث دون وجود شريك، وكانت نسبة 26.9% من غير العائلات. تألفت نسبة 24.3% من أصل جميع الأسر من أفراد ونسبة 11.1% كانوا يعيش معهم شخص وحيد يبلغ من العمر 65 عاماً فما فوق. وبلغ متوسط حجم الأسرة المعيشية 3.17، أما متوسط حجم العائلات فبلغ 2.65.
بلغ العمر الوسطي للسكان 34 عاماً. وكانت نسبة 30.6% من القاطنين تحت سن الثامنة عشر، وكانت نسبة 8.3% بين الثامنة عشرة والأربعة وعشرين عاماً، ونسبة 28.0% كانت واقعةً في الفئة العمرية ما بين الخامسة والعشرين والأربعة وأربعين عاماً، ونسبة 21.7% كانت ما بين الخامسة والأربعين والرابعة والستين، ونسبة 11.4% كانت ضمن فئة الخامسة والستين عاماً فما فوق. يوجد لكل 100 أنثى 96.5 ذكر، ويوجد لكل 100 أنثى في الثامنة عشر من عمرها فما فوق 94.8 ذكر.
بلغ متوسط دخل الأسرة في المدينة 41,379 دولار، أما متوسط دخل العائلة فبلغ 48,636 دولار. وكان متوسط دخل الذكور 31,402 دولار مقابل 21,406 دولار للإناث. وسجل دخل الفرد الخاص بالمدينة 17,970 دولار. وكانت نسبة 4.6% من العائلات ونسبة 6.9% من السكان تحت خط الفقر، وكان من هؤلاء نسبة 8.1% تحت سن الثامنة عشر ونسبة 9.5% في الخامسة والستين من العمر وما فوق.

### تعداد عام 2010
بلغ عدد سكان سيمارون 2,184 نسمة بحسب تعداد عام 2010، وبلغ عدد الأسر 789 أسرة وعدد العائلات 569 عائلة مقيمة في المدينة. في حين سجلت الكثافة السكانية 1,915.8 نسمة لكل ميل مربع (739.7/كم2). وبلغ عدد الوحدات السكنية 842 وحدة بمتوسط كثافة قدره 738.6 لكل ميل مربع (285.2/كم2).
وتوزع التركيب العرقي للمدينة بنسبة 92.2% من البيض و 0.5% من الأمريكيين الأصليين و 0.4% من الأمريكيين ذوي الأصول الآسيوية و 0.1% من الأمريكيين الأفارقة و 1.3% من عرقين مختلطين أو أكثر.
بلغ عدد الأسر 789 أسرة كانت نسبة 41.7% منها لديها أطفال تحت سن الثامنة عشر تعيش معهم، وبلغت نسبة الأزواج القاطنين مع بعضهم البعض 58.2% من أصل المجموع الكلي للأسر، ونسبة 10.8% من الأسر كان لديها معيلات من الإناث دون وجود شريك، بينما كانت نسبة 3.2% من الأسر لديها معيلون من الذكور دون وجود شريكة وكانت نسبة 27.9% من غير العائلات. تألفت نسبة 24.3% من أصل جميع الأسر من أفراد ونسبة 9.9% كانوا يعيش معهم شخص وحيد يبلغ من العمر 65 عاماً فما فوق. وبلغ متوسط حجم الأسرة المعيشية 3.27، أما متوسط حجم العائلات فبلغ 2.73.
بلغ العمر الوسطي للسكان 33.6 عاماً. وكانت نسبة 32.3% من القاطنين تحت سن الثامنة عشر، وكانت نسبة 6.1% بين الثامنة عشرة والأربعة وعشرين عاماً، ونسبة 26% كانت واقعةً في الفئة العمرية ما بين الخامسة والعشرين والأربعة وأربعين عاماً، ونسبة 24% كانت ما بين الخامسة والأربعين والرابعة والستين، ونسبة 11.5% كانت ضمن فئة الخامسة والستين عاماً فما فوق. وتوزع التركيب الجنسي للسكان بنسبة 48.8% ذكور و51.2% إناث.

## السكان
أكثر من 300,000

## الصناعة
تعتبر سنسناتي مدينة رائدة على مستوى العالم في صناعة الصابون وورق اللعب. وهي أكثر مدن الولايات المتحدة إنتاجًا للآلات.

## المساحة
مساحة سنسناتي 205كم²، وتغطي مساحة المنطقة الحضرية لسنسناتي 5,618كم²، وتمتد إلى الولايات المجاورة في إنديانا وكنتاكي. وهناك سهل منبسط يسمى الحوض، يمتد إلى الشمال داخل سنسناتي، من الحد الأمامي لنهر أوهايو، توجد عليه المنطقة الرئيسية للأعمال والتجارة، وبعض القطاعات الصناعية، وعدد من الأحياء السكنية القديمة، وتحيط الجبال بالحوض من ثلاث جهات. كذلك سنسناتي تقع على نهر أوهايو في منطقة الجنوب الغربي من ولاية أوهايو.
يتعامل ميناء سنسناتي بما يبلغ 42 مليون طن متري من الحمولة سنويًا. معظم البضائع هي فحم حجري.
يستخدم كثير من الخطوط الجوية التجارية مطار سنسناتي الدولي الكبير، الذي يقع على مسافة 19كم خارج المدينة.

## تعليم
- مدارس سينسيناتي العامة

## المشاهير
المصارع دين امبروز

## وصلات خارجية
- سينسيناتي، أوهايو(بالإنجليزية)